# Alois Primisser
Alois Primisser (auch Aloys Primisser; * 4. März 1796 in Innsbruck; † 25. Juli 1827 in Wien) war ein österreichischer Numismatiker und Museumsfachmann.

## Leben
Primisser stammte aus der Familie Primisser aus Südtirol, durchlief von 1807 bis 1813 das Akademische Gymnasium in Wien, bevor er von 1814 bis 1816 die philosophischen Studien an der Universität Wien absolvierte. Durch seinen Vater Johann Baptist Primisser, dem Schlosshauptmann von Schloss Ambras, wurde er bereits früh mit der dortigen Sammlung vertraut und entwickelte ein Interesse an der Geschichte. Er unterstützte seinen Vater bei der Arbeit mit der Sammlung, nicht zuletzt bei der Aufstellung der Sammlung 1813 im Unteren Belvedere, wohin die Ambraser Sammlung 1806 als kaiserliches Privateigentum nach dem Verlust Tirols in den napoleonischen Kriegen (1805–1814) überführt worden war. Deshalb wurde er mit Wirkung zum 14. Juli 1814 durch Kaiser Franz zum Praktikanten bei der Sammlung angestellt.
Primisser wurde nach Vollendung seiner Studien zum 12. März 1818 dritter Kustos am k.k. Münz- und Antikenkabinett, dem die Ambraser Sammlung nach dem Tod seines Vaters angegliedert worden war. Er verbrachte in der Folgezeit die auf Schloss Ambras verbliebenen wertvollen Teile der Sammlung nach Wien und plante danach eine auf Tirol bezogenen Sammlung im Schloss aus Wiener Beständen. 1818 hielt er wöchentlich zweimal Vorlesungen über Numismatik und Archäologie im k. k. Münz- und Antikenkabinett. Mit Georg Heinrich Pertz bereiste er 1820 Oberösterreich und Kärnten, woraus ein mehrfach abgedruckter Reisebericht entstand.
Primisser heiratete in Weinhaus bei Wien am 2. September 1822 die zehn Jahre ältere Malerin Julie Mihes. Schon nach wenigen Ehejahren verstarb er an Lungenschwindsucht, nachdem er seit einer Erkrankung im Alter von 18 Jahren an einer schwachen Konstitution litt. Er hat sich mit seinem Vater um die wissenschaftliche Aufbereitung der kaiserlichen Sammlungen verdient gemacht.
Ein Freund und Seelsorger von Primisser war der spätere Weihbischof Franz Xaver Zenner, Cassian Primisser sein Onkel.

## Bedeutung
Durch Primissers Verdienst kam einen Teil der Ambraser Sammlung wieder nach Schloss Ambras zurück. Im Jahr 1880 konnte die bereits im 16. Jahrhundert als „Museum“ bezeichnete Museumsanlage Erzherzog Ferdinands II. somit wieder seiner ursprünglichen Bestimmung übergeben werden, die heute Schloss Ambras Innsbruck zum ältesten Museum der Welt macht. Jedoch kamen nicht alle Objekte in das Museum k.k. Schloss Ambras in Tirol zurück, weil ein anderer Teil der Sammlung in das 1891 eröffnete k. k. Kunsthistorischen Hofmuseum (heute: Kunsthistorische Museum Wien) am Ring gebracht wurde.

## Werke (Auswahl)
Primisser veröffentlichte in seiner kurzen Schaffenszeit eine große Zahl an Aufsätzen. Daneben veröffentlichte er:
- mit Friedrich Heinrich von der Hagen und Johann Gustav Gottlieb Büsching: Deutsche Gedichte des Mittelalters, 3 Bände, Berlin 1808–1825.
- Die kaiserlich-königliche Ambraser-Sammlung, Heubner, Wien 1819 (online).
- Reisenachrichten über Denkmale der Kunst und des Alterthums in den österreichischen Abteien und in einigen anderen Kirchen Oesterreichs und Kärnthens, Wien 1822.
- Uebersicht der k. k. Ambraser-Sammlung: Mit einem Anhange über die Ethnographischen Sammlungen der Kleider und Geräthschaften aus den Südsee-Inseln und aus Grönland, Wallishauser, Wien 1825 (online).
- Peter Suchenwirt’s Werke aus dem XIV. Jahrhunderte in der Ursprache aus Handschriften, mit einer Einleitung, historischen Bemerkungen und einem Wörterbuche, Wallishauser, Wien 1827.